# Jobellisiaceae
Jobellisiaceae Réblová è una famiglia di funghi ascomiceti appartenenti all'ordine Jobellisiales M.J. D'souza & K.D. Hyde. La famiglia comprende un solo genere, Jobellisia M.E. Barr. I caratteri distintivi di quest'ultimo corrispondono a quelli della famiglia.